# Lanvaudan
Lanvaudan (bret. Lanvodan) – miejscowość i gmina we Francji, w regionie Bretania, w departamencie Morbihan.
Według danych na rok 1990 gminę zamieszkiwało 815 osób, a gęstość zaludnienia wynosiła 45 osób/km² (wśród 1269 gmin Bretanii Lanvaudan plasuje się na 654. miejscu pod względem liczby ludności, natomiast pod względem powierzchni na miejscu 559.).